# Xã East Lampeter, Quận Lancaster, Pennsylvania
Xã East Lampeter (tiếng Anh: East Lampeter Township) là một xã thuộc quận Lancaster, tiểu bang Pennsylvania, Hoa Kỳ. Năm 2010, dân số của xã này là 16.424 người.